# Rio Open 2019
Rio Open presented by Claro 2019 byl profesionální tenisový turnaj mužského okruhu ATP Tour, hraný v areálu Jockey Clubu Brasileiro na otevřených antukových dvorcích. Konal se mezi 18. až 24. únorem 2019 v brazilském Riu de Janeiru jako šestý ročník turnaje.
Turnaj se řadil do kategorie ATP Tour 500 s celkovou dotací
1 937 740 amerických dolarů. Nejvýše nasazeným v singlové soutěži se stal osmý tenista světa Dominic Thiem z Rakouska, který dohrál v úvodním kole na raketě Srba Lasla Djereho. Jako poslední přímý účastník do dvouhry nastoupil portugalský 103. hráč žebříčku Pedro Sousa.
Plán přestěhování turnaje z antukových kurtů v Jockey Clubu Brasileiro na otevřené dvorce s tvrdým povrchem v Olympijském tenisovém centru, kde se hrál tenisový turnaj Letních olympijských her 2016 v zázemí Olympijského parku Barra, se v roce 2019 neuskutečnil.
Záměr přemístit událost na tvrdý povrch byl podmíněn zatraktivněním startu pro přední světové hráče  Novaka Djokoviće, Rogera Federera či Andyho Murrayho, kteří ve svých kalendářích nepreferovali antukový povrch. Argentinec  Juan Martín del Potro se řediteli turnaje Luizi Carvalhovi zmínil, že by startoval v Riu, pokud by se změnil povrch.
První titul na okruhu ATP Tour vybojoval ve dvouhře 23letý Srb Laslo Djere, který poprvé pronikl do elitní světové padesátky na 37. příčku žebříčku. Poražený z boje o titul Kanaďan Félix Auger-Aliassime se v osmnácti letech stal historicky nejmladším finalistou dvouhry turnaje v kategorii ATP Tour 500. Premiérovou společnou trofej na túře ATP si ze čtyřhry odvezl brazilsko-chilský Máximo González a Nicolás Jarry.

## Rozdělení bodů a finančních odměn

### Rozdělení bodů
| Soutěž       | vítězové | finalisté | semifinalisté | čtvrtfinalisté | 16 v kole | 32 v kole | Q  | Q2 | Q1 |
| ------------ | -------- | --------- | ------------- | -------------- | --------- | --------- | -- | -- | -- |
| dvouhra mužů | 500      | 300       | 180           | 90             | 45        | 0         | 20 | 10 | 0  |
| čtyřhra mužů | 500      | 300       | 180           | 90             | —         | —         | —  | —  | —  |

### Finanční odměny
| Soutěž                              | vítězové | finalisté | semifinalisté | čtvrtfinalisté | 16 v kole | 32 v kole | Q2     | Q1     |
| ----------------------------------- | -------- | --------- | ------------- | -------------- | --------- | --------- | ------ | ------ |
| dvouhra muž                         | $369 000 | $185 325  | $93 515       | $49 140        | $24 560   | $13 590   | $5 225 | $2 610 |
| čtyřhra mužů                        | $115 940 | $56 750   | $28 460       | $14 600        | $7 550    | —         | —      | —      |
| částka ve čtyřhře je uvedena na pár |          |           |               |                |           |           |        |        |

## Dvouhra mužů

### Nasazení
| Stát                          | Hráč              | ATP | Nasazení |
| ----------------------------- | ----------------- | --- | -------- |
| Rakousko                      | Dominic Thiem     | 8.  | 1.       |
| Itálie                        | Fabio Fognini     | 15. | 2.       |
| Itálie                        | Marco Cecchinato  | 18. | 3.       |
| Argentina                     | Diego Schwartzman | 19. | 4.       |
| Portugalsko                   | João Sousa        | 41. | 5.       |
| Srbsko                        | Dušan Lajović     | 43. | 6.       |
| Tunisko                       | Malek Džazírí     | 44. | 7.       |
| Chile                         | Nicolás Jarry     | 47. | 8.       |
| Žebříček ATP k 11. únoru 2019 |                   |     |          |

### Jiné formy účasti
Následující hráči obdrželi divokou kartu do hlavní soutěže:
- Félix Auger-Aliassime
- Thiago Monteiro
- Thiago Seyboth Wild[9]

Následující hráči postoupili z kvalifikace:
- Hugo Dellien
- Juan Ignacio Londero
- Casper Ruud
- Elias Ymer

Následující hráč postoupil z kvalifikace jako tzv. šťastný poražený:
- Carlos Berlocq

### Odhlášení
před zahájením turnaje
- Pablo Andújar → nahradil jej  Carlos Berlocq
- Pablo Carreño Busta → nahradil jej  Cameron Norrie

### Skrečování
- Diego Schwartzman

## Mužská čtyřhra

### Nasazení
| Stát                                                                                   | Hráč                 | Stát      | Hráč             | ATP | Nasazení |
| -------------------------------------------------------------------------------------- | -------------------- | --------- | ---------------- | --- | -------- |
| Brazílie                                                                               | Marcelo Melo         | Brazílie  | Bruno Soares     | 17. | 1.       |
| Kolumbie                                                                               | Juan Sebastián Cabal | Kolumbie  | Robert Farah     | 20. | 2.       |
| Chorvatsko                                                                             | Nikola Mektić        | Argentina | Horacio Zeballos | 37. | 3.       |
| Uruguay                                                                                | Pablo Cuevas         | Španělsko | Marc López       | 79. | 4.       |
| Žebříček ATP k 11. únoru 2019; číslo je součtem žebříčkového postavení obou členů páru |                      |           |                  |     |          |

### Jiné formy účasti
Následující páry obdržely divokou kartu do hlavní soutěže:
- Thomaz Bellucci /  Rogério Dutra da Silva
- Thiago Monteiro /  Fernando Romboli

Následující pár postoupil z kvalifikace:
- Cameron Norrie /  João Sousa

Následující páry postoupily z kvalifikace jako tzv. šťastné poražené:
- Mateus Alves /  Thiago Seyboth Wild
- Nicholas Monroe /  Miguel Ángel Reyes-Varela

### Odhlášení
před zahájením turnaje
- Fabio Fognini
- Diego Schwartzman

## Přehled finále

### Mužská dvouhra
- Laslo Djere vs.  Félix Auger-Aliassime, 6–3, 7–5

### Mužská čtyřhra
- Máximo González /  Nicolás Jarry vs.  Thomaz Bellucci /  Rogério Dutra da Silva, 6–7(3–7), 6–3, [10–7]